# Josef Antonín Vratislav z Mitrovic
Josef Antonín hrabě Vratislav z Mitrovic (německy Joseph Anton Wratislav von Mitrowitz, 2. září 1764 Prčice – 17. února 1830 Praha) byl český šlechtic z rodu Vratislavů z Mitrovic a rakouský politik. Od mládí zastával funkce ve správě Českého království, v závěru své kariéry byl nejvyšším maršálkem Českého království (1812–1830). Vlastnil statky v jižních a středních Čechách, jeho hlavním sídlem byl zámek Čimelice. Zemřel bez mužského potomstva, jeho majetek přešel dědictvím na orlickou větev Schwarzenbergů.

## Život

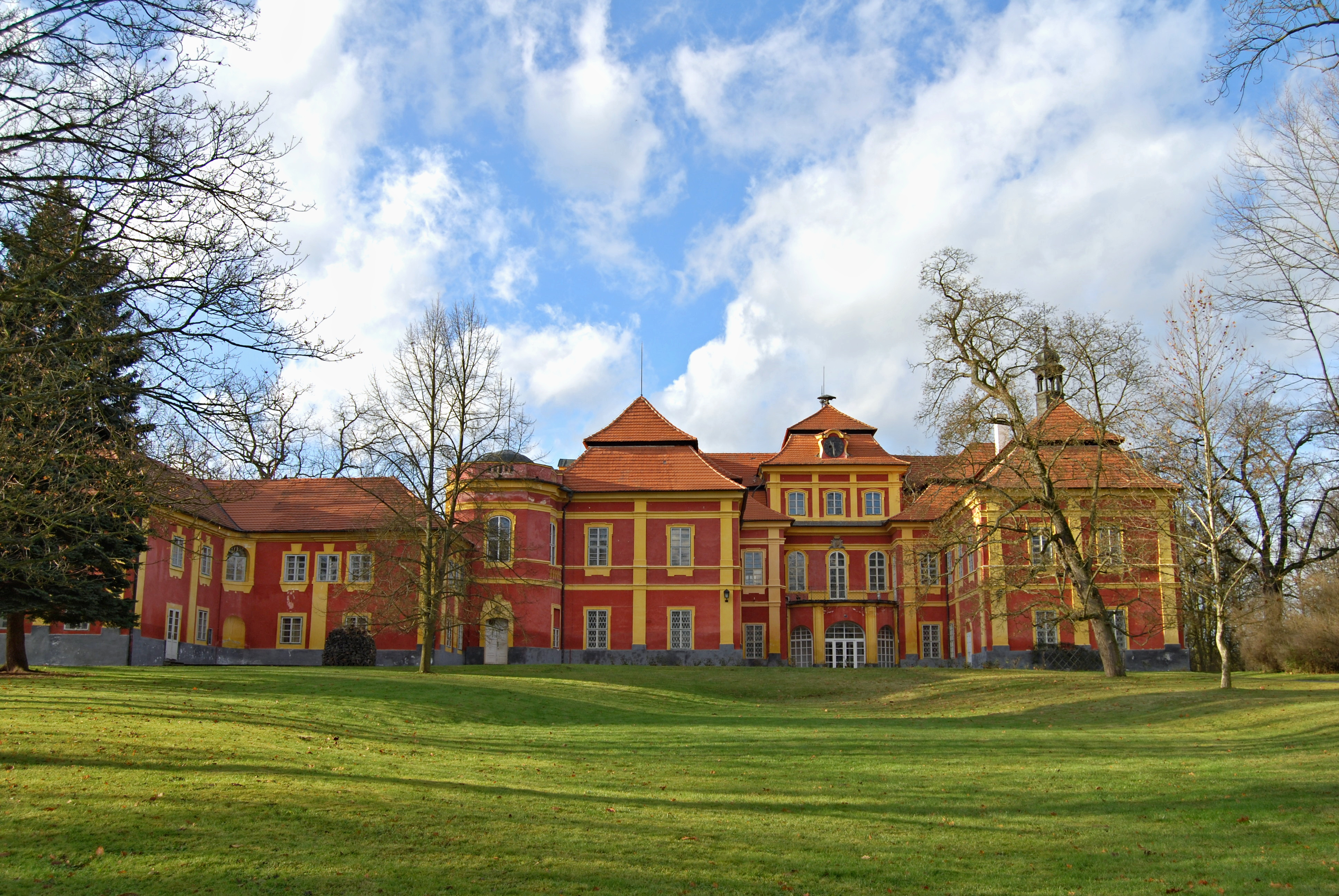
Zámek Čimelice, hlavní sídlo Josefa Antonína Vratislava z Mitrovic od roku 1798

Pocházel ze starobylého šlechtického rodu Vratislavů z Mitrovic, narodil se jako třetí a nejmladší syn Jana Víta Vratislava z Mitrovic (1730–1813) a jeho manželky Marie Johany Malovcové z Malovic (1732–1799). Dědictvím po Malovcích byl zámek Prčice, kde rodina sídlila. Tam se také Josef Antonín narodil. Od mládí působil ve státních službách a v letech 1792–1797 byl hejtmanem klatovského kraje. Poté působil u zemského gubernia a v letech 1801–1804 byl jeho viceprezidentem. Po roce 1800 byl zemskou správou určen jako poručník nezletilých princezen kuronských, dcer vévody Petra Birona. V letech 1807–1812 zastával funkci nejvyššího komorníka Českého království a nakonec byl až do smrti nejvyšším maršálkem (1812–1830). Mimo jiné byl od mládí c. k. komořím a z titulu svých funkcí také císařským tajným radou.

### Majetkové a rodinné poměry

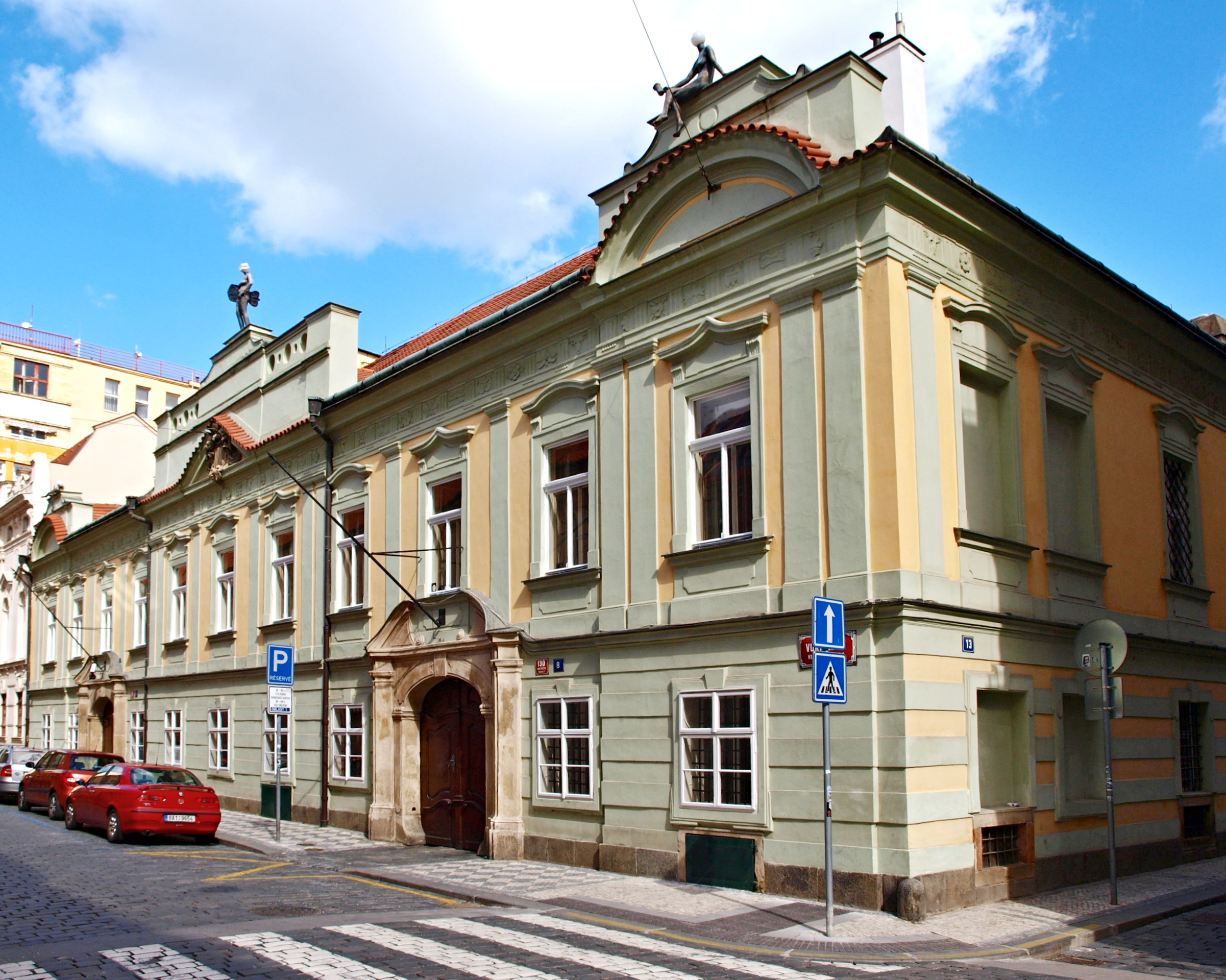
Deymovský palác, pražská rezidence Josefa Antonína Vratislava z Mitrovic

Po sňatku koupil od svého strýce Prokopa Vratislava z Mitrovic panství Čimelice (1798) a zde se usadil, na čimelickém zámku probíhaly kolem roku 1817 stavební úpravy podle návrhů J. F. Jöndla. Architekt Jöndl je také autorem návrhu rodové hrobky na hřbitově (1817) a klasicistní přestavby kostela Nejsvětější Trojice. Jako správce majetku kuronských princezen koupil v roce 1808 panství Tochovice, po dosažení plnoletosti měla Tochovice převzít Dorothea von Biron, která však o panství neměla zájem, v roce 1815 je proto koupil sám pro sebe Josef Vratislav. V roce 1818 koupil navíc panství Osov a Všeradice na Berounsku. Po zakotvení v zemských úřadech pořídil jako své sídlo v Praze Deymovský palác ve Voršilské ulici, který nechal přestavět podle projektu Ignáce Palliardiho. Kromě toho vlastnil v Praze ještě dům ve Spálené ulici ulici č.p. 17/90. Na klasicistních úpravách tohoto domu po roce 1806 se podílel také I. Palliardi.

### Manželství a potomstvo
V roce 1798 se v Praze oženil s hraběnkou Marií Gabrielou Desfoursovou (1771–1840), vdovou po hraběti Františku Wallisovi (1769–1794), který padl ve válkách proti Francii. Z jejich manželství pocházely dvě dcery. Starší Josefína (1802–1881) se provdala za knížete Karla II. Schwarzenberga, mladší Gabriela (1804–1880) byla manželkou knížete Josefa Františka z Ditrichštejna. Gabriela dostala z otcovského dědictví cennou sbírku drahokamů a bývalé klášterní panství Žďár nad Sázavou, všechen ostatní majetek (panství Čimelice, Osov, Tochovice a nemovitosti v Praze) dostala Josefína, která tak významně přispěla k rozšíření majetku orlické větve Schwarzenbergů. Obě sestry navíc rovným dílem zdědily v roce 1816 na Plzeňsku panství Chocenice po strýci Janu Vojtěchu Černínovi (1816), tento statek ale v roce 1840 prodaly Valdštejnům.